# Schlacht an der Berre
Rio Guadalete – Toulouse – Covadonga – Tours und Poitiers – Avignon – Berre
Die Schlacht an der Berre fand 737 zwischen fränkischen Truppen unter dem Kommando von Karl Martell und arabischen Truppen aus Al-Andalus statt, die geschickt worden waren, die Belagerung von Narbonne aufzuheben.
Die Schlacht fand an der Mündung des Flusses Berre (heute Département Aude) statt.

## Die Schlacht
Martell profitierte von den geographischen Gegebenheiten und überraschte die Araber an der Mündung des Flusses beim Entladen der Truppen. Die Araber hatten zuerst die Kavallerie entladen, als die Franken angriffen. 
Die Franken verfolgten die Araber in die angrenzenden Lagunen und es kam zu einem Blutbad, das sich von der Flussmündung bis nach Donos und Durban hinzog.

## Folgen
Martells Truppen zerstörten daraufhin die Siedlungen von Septimania, darunter auch Nîmes, Agde, Béziers und Maguelonne. 
Trotz dieses Sieges war es im gleichen Jahr noch einmal notwendig, ein Heer aufzustellen, um die Kontrolle der Region zu erringen, da die Araber erneut eine Armee aussandten. Diese zog sich jedoch zurück, als sie erfuhren, dass Martell eine Allianz mit den Langobarden geschlossen hatte.
Die Schlacht verhinderte, dass sich die Araber in der Region ausbreiten konnten.